# Hyalurgus clistoides
Hyalurgus clistoides là một loài ruồi trong họ Tachinidae.